# 신성 로마 제국의 제후국 목록

신성로마제국의 영토 변천사 (현대 국경이 그려진 지도에서)

본 문서에서는 신성로마 황제의 직접통치 지역 뿐만 아니라 신성로마제국 영내의 모든 제후국, 영지, 그리고 자유지와 같은 기타 봉건조직들도 포함하여 서술한다.
신성로마제국은 중세와 근대 초기에 걸쳐 중부 유럽에 존재했던 다민족 영토복합적인 정치 조직체 국가로서, 일반적으로는 독일어를 사용하는 황제들의 통치를 받았다. 제국을 구성한 국가들은 영방최고권(독일어: Landeshoheit)을 통해 대단히 많은 주권을 부여받아 반독자적으로 운영되었다. 그렇지만 이들이 대체로 신성로마황제의 아래에 있다는 점 때문에, 오늘날에 이들 국가들은 완전한 주권 국가로는 인정받지 못하는 편이다. 18세기 즈음에 신성로마제국은 대략 1,800개의 국가들로 구성되어 있었으며, 그중 대부분은 제국 기사단 가문들이 소유한 영지였다.
본 문서에서는 목록이 직접적으로 포함되어 있지는 않지만, 신성로마제국의 복잡한 정치 구조를 이해할 수 있는 몇 가지 요소를 제공할 것이다.